# Ali Khasif
Husaini Ali Khasif Humaid Khasif (ur. 9 czerwca 1987) – emiracki piłkarz występujący na pozycji bramkarza w drużynie Al-Jazira.

## Kariera piłkarska
Ali Khasif od niemalże początku kariery jest bramkarzem zespołu Al-Jazira. W 2009 zadebiutował w reprezentacji Zjednoczonych Emiratów Arabskich. W 2011 został powołany do kadry na Puchar Azji rozgrywany w Katarze. Jego drużyna zajęła ostatnie miejsce w grupie i nie awansowała do dalszej fazy. W tym samym roku po raz pierwszy w karierze został mistrzem kraju. Powtórzył to osiągnięcie jeszcze w sezonie 2016/2017. W 2019 został powołany do kadry na Puchar Azji rozgrywany w rodzimym kraju.